# Битва при Буйр-Нууре
Битва при Буйр-Нууре — сражение между империей Мин и Северной Юань на озере Буйр-Нуур, прошедшее в 1388 году. Армия Империи Мин, возглавляемая генералом Лань Юем, ведшим военную кампанию против Усхал-хана, настигла и разгромила монгольскую орду на озере Буйр-Нуур, взяв в плен большое количество людей.

## Предыстория
Успешная военная кампания империи Мин против монгольского командира Нагачу и его урянхайской орды, прошедшая в 1387 году и закончившаяся капитуляцией Нагачу, воодушевила императора Хунъу. В декабре 1387 года он приказал генералу Лань Юю возглавить армию в военной кампании против Усхал-хана, великого хана монгольской империи. Лань Юй встал во главе армии, состоящей из 150 000 солдат.

## Битва
Лань Юй и его армия маршировала вдоль Великой Китайской стены, пока генерал не получил сообщения от разведчиков, что Усхал-хан со своей армией расположился возле озера Буйр-Нуур. Затем армия империи Мин продвинулась на север и пересекла пустыню Гоби, в конечном счёте достигнув озера.
Приблизившись на расстояние 40 ли (примерно 20 километров) от озера Буйр-Нуур, армия не увидела монгольской орды, что привело Лань Юя в уныние. Однако его помощник, генерал Ван Пи, убедил его, что глупо будет повернуть назад такую большую армию, ничего не достигнув. Впоследствии армия империи Мин обнаружила, что монгольская орда расположилась севернее Буйр-Нуура, и напала на монголов под покровом темноты и песчаной бури. 18 мая 1388 года армия Лань Юя перешла в наступление, застигнув монголов врасплох. В результате битвы армия империи Мин захватила в плен множество монголов, но самому Усхал-хану удалось бежать.

## Последствия
Император Хунъу издал прокламацию, восхваляющего генерала Лань Юя и сравнивающего его с известным генералом Вэй Цином из империи Хань. Лань Юй в конечном итоге получил титул гуна провинции Лян с жалованием 3000 ши за свои военные успехи. Шесть подчинённых Лань Юя получили титулы тинхоу, остальные военачальники и солдаты получили щедрые награды.
По мнению Ланглуа, в результате боя империя Мин захватила 100 членов семьи Усхал-хана (включая его младшего сына), 3000 полководцев и их помощников, 77 000 мужчин и женщин из лагеря, различные имперские печати и 150 000 домашних животных, однако самому хану и его старшему сыну удалось бежать. По мнению Дрейер, империя Мин захватило 3000 представителей знати, 70 000 обычных людей, множество домашних животных, наследного принца монголов и его младшего брата, однако Усхал-хан сбежал. По мнению Тсая, империя Мин захватила второго сына хана, сотни тысяч монголов с их домашним скотом, однако сам хан и его наследный принц сбежали.
После побега от армии империи Мин, Усхал-хан в конечном итоге прибыл к реке Тола, где был убит монгольским вождём Дзоригту-ханом.